# 愛知県済生会リハビリテーション病院
愛知県済生会リハビリテーション病院（あいちけんさいせいかいリハビリテーションびょういん）は、愛知県名古屋市西区栄生一丁目1番18号にある社会福祉法人恩賜財団済生会支部愛知県済生会が運営する病院である。

## 沿革
- 1931年（昭和6年）10月 - 愛知県済生会が設立される。
- 1932年（昭和7年）7月 - 名古屋市中区下奥田町に「済生会名古屋診療所」を開設。
- 1937年（昭和12年）7月 - 「済生会愛知県病院」となる。
- 1943年（昭和18年）10月 - 病院を閉鎖し、名古屋帝国大学附属病院（現・名古屋大学医学部附属病院）分院に併設される。
- 1946年（昭和21年）12月 - 現在地に新築移転し診療を開始。
- 1957年（昭和32年）4月 - 「愛知県済生会病院」へ名称変更。
- 1960年（昭和35年）4月 - 総合病院の承認を受ける。
- 2012年（平成24年）4月 - 「愛知県済生会リハビリテーション病院」へ名称変更[1]。

## 診療科目
- 内科
- 神経内科
- 呼吸器科
- 消化器科
- 循環器科
- 外科
- 皮膚科
- 泌尿器科
- 眼科
- 放射線科
- 麻酔科
- 歯科
- 歯科口腔外科

## 指定機関
- 救急指定病院
- 更生医療指定病院
- 労災指定医療機関

## 交通アクセス
- 名鉄名古屋本線「栄生駅」から徒歩で約10分。
- 名古屋市営地下鉄鶴舞線「浅間町駅」から徒歩で約15分。
- 名古屋市営バス「済生会病院」バス停下車。